# Medical Investigation
Medical Investigation è una serie televisiva statunitense prodotta e trasmessa dalla rete televisiva NBC dal 9 settembre 2004 al 23 marzo 2005 e trasmessa in Italia prima da Rai 2 dal 4 dicembre 2005 al 29 gennaio 2006 poi su Fox.

## Descrizione
La serie narra la storia di un'équipe di medici che si trovano di fronte a casi di epidemie di cui devono trovarne la causa e il modo per curarle.  Dopo una sola stagione (composta da 20 episodi), la serie è stata cancellata a causa dei bassi ascolti. 
In Italia solo 17 episodi dei 20 totali sono trasmessi da Rai 2 poiché tre, secondo un medico consultato, avevano una trama inverosimile che poteva disinformare lo spettatore mentre l'altro non venne trasmesso perché faceva parte di un cross-over con un'altra serie della NBC, Squadra Emergenza e per comprendere la trama bisognava vedere sia l'episodio di Medical Investigation sia quello di Squadra Emergenza facenti parte del cross-over.

## Episodi
| Stagione       | Episodi | Prima TV originale | Prima TV Italia |
| -------------- | ------- | ------------------ | --------------- |
| Prima stagione | 20      | 2004-2005          | 2005-2006       |